# واین کنت تیلور
واین کنت تیلور (انگلیسی: Wayne Kent Taylor؛ ۱ ژانویهٔ ۱۹۵۵ – ۱ ژانویهٔ ۲۰۲۱) کارآفرین اهل ایالات متحده آمریکا بود، که در سال ۱۹۹۳ شرکت تگزاس رودهاوس را تأسیس کرد.